# Nogometna liga Zadar – Benkovac – Biograd 1984./85.
Nogometna liga Zadar – Benkovac – Biograd  (također i kao Općinska nogometna liga Zadar) je bila liga petog stupnja nogometnog prvenstva Jugoslavije u sezoni 1984./85. 

Sudjelovalo je devet klubova, a prvak je bio "NOŠK" iz Novigrada. 

## Ljestvica
| mj. | klub                          | ut. | pob. | ner. | por. | gol+ | gol- | bod |
| --- | ----------------------------- | --- | ---- | ---- | ---- | ---- | ---- | --- |
| 1.  | NOŠK Novigrad                 | 16  | 10   | 4    | 2    | 42   | 17   | 24  |
| 2.  | Zemunik (Zemunik Donji)       | 16  | 9    | 5    | 2    | 39   | 23   | 23  |
| 3.  | Smoković                      | 16  | 8    | 5    | 3    | 33   | 20   | 21  |
| 4.  | Nova Zora Sveti Filip i Jakov | 16  | 8    | 3    | 5    | 37   | 30   | 13  |
| 5.  | Jedinstvo Islam Grčki         | 16  | 8    | 2    | 6    | 27   | 20   | 18  |
| 6.  | Sabunjar Privlaka             | 16  | 7    | 2    | 7    | 39   | 28   | 16  |
| 7.  | Raštane (Gornje Raštane)      | 16  | 4    | 3    | 9    | 27   | 38   | 11  |
| 8.  | Pakoštane                     | 16  | 3    | 2    | 11   | 13   | 44   | 8   |
| 9.  | Borac Smilčić                 |     |      |      |      |      |      |     |

Ljestvica bez "Borca" iz Smilčića

## Rezultatska križaljka
| kratica | klub                          | JED      | NOŠK | NOVZ | PAK      | RAŠ | SAB | SMO | ZEM | BOR      |
| --- | ----------------------------- | -------- | ---- | ---- | -------- | --- | --- | --- | --- | -------- |
| JED | Jedinstvo Islam Grčki         |          |      |      |          | 4:0 |     |     | 0:1 |          |
| NOŠK | NOŠK Novigrad                 |          |      |      |          | 4:1 |     |     |     | 3:0 p.f. |
| NOVZ | Nova Zora Sveti Filip i Jakov | 3:0 p.f. | 2:2  |      |          | 2:2 |     |     |     |          |
| PAK | Pakoštane                     |          |      |      |          | 2:0 | 1:6 |     |     | 3:0      |
| RAŠ | Raštane (Gornje Raštane)      | 2:2      | 3:4  | 1:2  | 2:2      |     | 2:1 | 1:3 | 7:2 | 4:1      |
| SAB | Sabunjar Privlaka             |          |      |      |          | 5:2 |     | 3:3 |     |          |
| SMO | Smoković                      |          |      |      |          | 5:2 |     |     |     |          |
| ZEM | Zemunik (Zemunik Donji)       |          |      |      | 3:0 p.f. | 6:2 | 2:0 |     |     |          |
| BOR | Borac Smilčić                 |          |      |      |          | 3:2 |     |     |     |          |
| |                               |          |      |      |          |     |     |     |     |          |
| podebljan rezultat - utakmice od 1. do 9. kola (1. utakmica između klubova) rezultat normalne debljine - utakmice od 10. do 18. kola (2. utakmica između klubova) rezultat nakošen - nije vidljiv redoslijed odigravanja međusobnih utakmica iz dostupnih izvora rezultat nakošen i smanjen * - iz dostupnih izvora nije uočljiv domaćin susreta prekrižen rezultat - poništena ili brisana utakmica p - utakmica prekinuta 3:0 p.f. / 0:3 p.f. - rezultat 3:0 bez borbe |                               |          |      |      |          |     |     |     |     |          |

 Izvori: 